# Mexalictus mexicanus
Mexalictus mexicanus är en biart som beskrevs av Eickwort 1978. Mexalictus mexicanus ingår i släktet Mexalictus och familjen vägbin. Inga underarter finns listade i Catalogue of Life.